# Tipula capra
Tipula capra är en tvåvingeart som beskrevs av Günther Theischinger 1980. Tipula capra ingår i släktet Tipula och familjen storharkrankar. Inga underarter finns listade i Catalogue of Life.